# Mieza (Macedonia)
Mieza  (in greco Μίεζα?) era un'antica città della regione storica della Bottiea nella Macedonia meridionale. La città corrisponde all'attuale Lefkadia, nei pressi di Naousa.

## Storia
Mieza, in Bottiea, fu sempre nell'area di interesse macedone, come dimostra il fatto che diverse tra le più belle tombe «macedoni» sono state scoperte in questa zona: la prima fu individuata agli inizî degli anni '80 del XIX secolo e fu esplorata da K. F. Kinch, con il cui nome è oggi nota, mentre nel 1942 si rinvenne la Tomba di Lyson e Kallikles, i cui nomi erano scritti in rosso sulle rispettive nicchie. Sempre del periodo postclassico sono 50 tombe a cista e a fossa (V e IV secolo a.C.).
Tra i tesori della città, ancora, l'antico teatro, scoperto nel 1992 e le due tombe macedoni meglio conservate venute alla luce fino ad oggi: la Tomba del Giudizio (chiamata così per il raro affresco della scena del giudizio del guerriero morto) e la Tomba di Anthemion (della palmetta).
Secondo Plutarco, fu a Mieza che Aristotele avrebbe impartito i suoi insegnamenti ad Alessandro Magno tra il 343 e il 340 a.C.: Aristotele fu assunto dal padre di Alessandro, Filippo II di Macedonia e gli fu assegnato il Tempio delle Ninfe come luogo per le lezioni. In cambio, Filippo ricostruì Stagira, la città natale di Aristotele, che aveva raso al suolo in una precedente campagna attraverso la Grecia e la Macedonia. Dell'insegnamento di Aristotele a Mieza può considerarsi testimonianza il fatto che il filosofo inserì proprio una Costituzione dei Bottiei tra le sue Costituzioni, probabilmente avendo raccolto numerose testimonianze anche autoptiche nei quattro anni in cui tenne scuola ad Alessandro e ai suoi eteri, tra i quali Efestione, Peucesta (nativo proprio di Mieza) e Tolomeo.

## Note

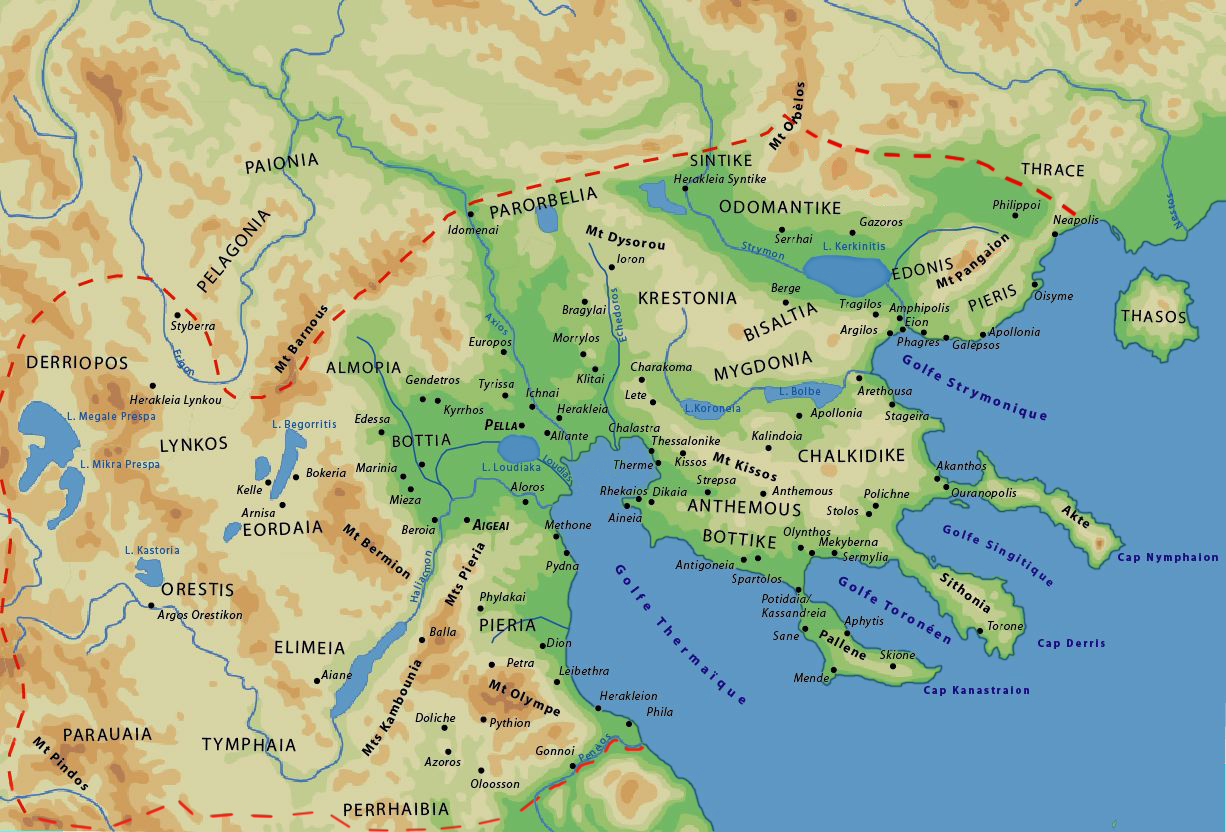
Mieza nella Bottia